# Sotillo de Cabrera
Sotillo de Cabrera (en cabreirés Soutiellu) geográficamente situado en la Cabrera Baja, en la comarca natural de La Cabrera, es una localidad del municipio de Benuza, incluida administrativamente en el Consejo Comarcal de El Bierzo, provincia de León, comunidad autónoma de Castilla y León, España. Está situada en el valle del río Cabrera.

## Historia
Se cree que el pueblo estaba situado en la zona de Santa Eulalia.
Una leyenda dice que un hombre se encontró con la Virgen y le dijo que donde llegara una piedra que tirase, allí sería donde se construiría una ermita. Alrededor de esa ermita se construyó el pueblo.
Hacia mediados del siglo XIX, el lugar tenía contabilizada una población de 140 habitantes. La localidad aparece descrita en el decimocuarto volumen del Diccionario geográfico-estadístico-histórico de España y sus posesiones de Ultramar de Pascual Madoz de la siguiente manera:

SOTILLO DE CABRERA: l. en la prov. de León, part. jud. de Ponferrada, dióc. de Astorga, aud. terr. y c. g. de Valladolid, ayunt. de Sigüeya. sit. en un valle en la ribera de Escontra; su clima es bastante sano. Tiene 38 casas; escuela de primeras letras; igl. (San Pelayo) anejo de Benuza, y servida por un teniente cura, y buenas aguas potables. Confina con la matriz y Robledo de Sobrecastro. El terreno es de mediana calidad, y le fertilizan algun tanto las aguas de un arroyo que baja de las alturas inmediatas y se une al Cabrera. Los caminos son locales: recibe la correspondencia de Ponferrada. prod.: granos, legumbres, lino, vino y pastos; cria ganados, y alguna caza. ind.: telares de lienzos del pais. pobl.: 38 vec., 140 alm. contr.: con el ayuntamiento.
(Madoz, 1849, p. 512)

## Monumentos
- Ermita de Nuestra Señora de Los Remedios, del año 1778, reformada en 2003. Destaca su artesonado y el altar, construido con pizarra.
- Iglesia parroquial de San Pelayo,[3] construida en 1772, con una espadaña de 3 cuerpos provista con dos campanas, una de 1744 con la leyenda mira, vence, reina y después nos defienda de todo mal, y otra de 1880. Tiene pórtico, retablo barroco con San Pelayo, el otro patrono, y un altar recién reformado.
- El llamado Molino Rastrero, que está sin uso pero todavía puede funcionar; es uno de los atractivos turísticos con los que cuenta el pueblo..

## Economía
La economía de Sotillo se basa en la agricultura, sobre todo produce hortalizas y todo tipo de frutales: como cerezos, nogales, manzanos, perales, morales, etc. También se cultivaba trigo, aún existe el molino, y lino, que se tejía manualmente, pero, probablemente, al no poder usar maquinaria para arar y recoger la cosecha, debido a las fuertes pendientes, su falta de rentabilidad, ha obligado a su abandono.
También se cultiva la vid, con la que se produce vino y aguardientes. Las castañas son muy apreciadas.

## Canteras de pizarra
Actualmente en lugar de la agricultura la base de la economía es la extracción de pizarra.
En el monte de Sotillo de Cabrera existen varias canteras de pizarra a cielo abierto, siendo la calidad de la pizarra de esta zona muy valorada, dedicándose a la exportación a otros países de Europa. 

## Turismo
En los últimos años el turismo, en sus variedades de cicloturismo, senderismo, caza y pesca, se ha convertido en una importante fuente de ingresos.

## Fiestas
La principal fiesta de Sotillo de Cabrera está dedicada a Nuestra Señora de los Remedios, y se celebra cada 8 de septiembre con romería, procesión, verbena y baile. 
El 26 de junio se celebra San Pelayo, patrono del pueblo.